# Fossil Record
Fossil Record — науковий журнал,  усі надіслані матеріали якого обов'язково рецензуються; охоплює різні проблеми палеонтології; виходить друком один раз на 2 роки. Засновано в 1998 році як Mitteiluпngen aus dem Museum für Naturkunde in Berlin, Geowissenschaftliche Reihe і спочатку друкувався під егідою Museum für Naturkunde і Wiley-VCH; з 2014 року публікується видавництвом Copernicus Publications. Відповідальними редакторами є Martin Aberhan, Dieter Korn і Florian Witzmann (Museum für Naturkunde).

## Реферування і індексування
Журнал реферується і індексується в Science Citation Index, BIOSIS Previews, Zoological Record, і Scopus.
Згідно з висновками Journal Citation Reports, Імпакт-фактор журналу в 2013 році становив 0.913.

## Ресурси Інтернету
- Офіційний сайт